# Vernonia barkeri
Vernonia barkeri là một loài thực vật có hoa trong họ Cúc. Loài này được Ekman miêu tả khoa học đầu tiên năm 1931.